# Бајрс (Оклахома)
Бајрс (енгл. Byars) град је у америчкој савезној држави Оклахома.

## Демографија
По попису из 2010. године број становника је 255, што је 25 (-8,9%) становника мање него 2000. године.
| Група             | 2000.       | 2010.       |
| Белци             | 241 (86,1%) | 192 (75,3%) |
| Афроамериканци    | 0 (0,0%)    | 0 (0,0%)    |
| Азијати           | 1 (0,4%)    | 0 (0,0%)    |
| Хиспаноамериканци | 5 (1,8%)    | 10 (3,9%)   |
| Укупно            | 280         | 255         |